# Anna Abulafia
Anna Brechta Sapir Abulafia, (né le 8 mai 1952) est une universitaire britannique spécialisée en histoire religieuse. Ses recherches portent principalement sur les relations judéo-chrétiennes médiévales dans le contexte plus large des développements théologiques et ecclésiastiques des XIIe et XIIIe siècles. De 2015 jusqu'à sa retraite en 2022, elle est professeure d'étude des religions abrahamiques à la Faculté de théologie et de religion de l'Université d'Oxford et Fellow de Lady Margaret Hall, Oxford.

## Biographie
Anna Sapir est née à New York en 1952. Elle s'installe avec sa famille aux Pays-Bas en 1967, où elle termine ses études et étudie l'histoire à l'Université d'Amsterdam. En 1979, elle s'installe au Royaume-Uni et épouse l'historien David Abulafia. Ils ont deux filles.

## Carrière universitaire
Anna Sapir Abulafia étudie l'histoire à l'Université d'Amsterdam (Candidaats Examen, 1974 ; Doctoraal Examen, 1978). Elle obtient son doctorat en théologie (histoire de l'Église) à l'Université d'Amsterdam en 1984 et un doctorat supérieur, LittD, à Cambridge en 2014 (DLitt par incorporation à Oxford en 2015). En 1979, elle est Wetenschappelijke Medewerker en histoire médiévale à l'Université d'Amsterdam. Après avoir déménagé au Royaume-Uni, elle devient chercheuse à Clare Hall, Cambridge, de 1981 à 1986, et chercheuse Laura Ashley au Lucy Cavendish College de 1987 à 1990. Elle est chargée de cours et directrice des études d'histoire au Lucy Cavendish College de Cambridge, de 1990 à 2015, où elle est tutrice diplômée (1992-1996), tutrice principale (1996-2002) et vice-présidente (2002-2010). De 2013 à 2015, elle est chargée de cours affiliée et directrice des études d'histoire au Newnham College de Cambridge. Le 1er avril 2015, elle est nommée professeure d'étude des religions abrahamiques à la Faculté de théologie et de religion de l'Université d'Oxford et devient Fellow de Lady Margaret Hall, Oxford.
En juillet 2020, elle est élue membre de la British Academy.

## Publications
- Christians and Jews in the Twelfth-Century Renaissance, Routledge, 1995 ; livre de poche, 2014.
- Christians and Jews in Dispute. Disputational Literature and the Rise of Anti-Judaism in the West (vers 1000-1150) , 1998.
- Religious Violence between Christians and Jews: Medieval Roots, Modern Perspectives, Palgrave Macmillan, 2002. (éditeur) [4]
- Christian-Jewish Relations, 1000–1300. Jews in the Service of Medieval Christendom, Routledge, 2011. (Série du monde médiéval)